# Emilio García Ganuza
Emilio García Ganuza va ser un empresari navarrès conegut especialment pel fet d'haver estat president del CA Osasuna des del 1970 fins al 1971.
Al maig de 1970 va ser designat president del CA Osasuna, càrrec que ocuparia poc més d'un any fins al 1971, quan fou succeït per Fermín Ezcurra. Així mateix va ser president de la Unión Ciclista Navarra i de Napardi, societat gastronòmica de gran reconeixement a Navarra.